# Наш батальйон
«Наш батальйон» — черкаська волонтерська організація допомоги українським військовим у зоні АТО. Виникла 13 вересня 2014 року для допомоги 14-му батальйону територіальної оборони «Черкаси», але згодом поширила свою діяльність і на інші підрозділи. Координатор — В'ячеслав Скічко.
«Наш батальйон» постачає військовим харчові продукти, миючі засоби, предмети гігієни, одяг, теплі речі, військову амуніцію, прилади нічного бачення, робочі інструменти та запчастини, пальне, обігрівачі, медикаменти та інше.

## Структура
Підрозділи «Нашого батальйону»:
- «Наш батальйон — Черкаські павучки»
- «Наш батальйон — Укропський сухпай»
- «Наш батальйон — Майстрині для миру»
- «Наш батальйон — Кікімори»
- «Наш батальйон — Дахнівка»

У кожної волонтерської групи є свій напрямок допомоги. Асортимент товарів, які виготовляють активісти для військових, регулярно збільшується.

## Види діяльності

### Передача військовим спеціальних приладів, медикаментів та військової амуніції
Збір коштів та передача військовим підрозділам приладів нічного бачення, тепловізорів, медикаментів (вкрай необхідних на передовій кровоспинних засобів, закуплених за кордоном, — Celox, Quick Clot, Hy-Fin, Fox Seal, SWAT tourniquet), термобілизни, спеціальної військової амуніції, засобів захисту (каски та бронежилети), пічки для приготування їжі та обігріву та іншого. У липні 2017 організація передала військовим безпілотник, на який попередньо зібрала кошти.

### Виготовлення маскувальних сіток та халатів
Група «Черкаські павучки» плете маскувальні сітки для вогневих точок, бронетранспортерів, танків, траншей і бліндажів. Волонтери «Черкаських павучків» — переважно жінки різного віку, професій, студенти й пенсіонери, школярі, переселенці з зони АТО. «Черкаські павучки» почали роботу 13 вересня 2014 і станом на березень 2015 мали 9 філій, а станом на квітень 2016 — 6 філій, розташованих у різних кінцях міста. Крім того, організація допомагає більш ніж 20 подібним пунктам у різних районах Черкащини (дані за січень 2015).
Лише за березень 2016 року, згідно з даними організації, було виготовлено:
- філією, що знаходиться на бул. Шевченка, 245 — 7 маскувальних сіток розміром 7×4 метри та виконано спецзамовлення — 3 сітки 7×10;
- комітетом самоорганізації населення «Дніпровський» (р-н «Д») — 7 сіток 7×4;
- 4-ю школою — 4 сітки 7×4;
- школою № 31 («Митниця») — 9 сіток 7×4;
- 28-ю школою (Південно-Західний район) — 4 сітки 7×4;
- філіалом на Олени Теліги (Конєва) — 3 маскувальні сітки розміром 7×4 метри.

Один з філіалів «Нашого батальйону» з листопада 2014 року працює в будинку, де живуть люди з обмеженими можливостями. (Південно-Західний район).
«Я тут, бо не можу поїхати воювати — немає фізичного здоров'я, то я вирішив, що хоч так. А воювати дуже хочу і буду прагнути до того, щоб стати на оборону своєї країни. Ну а поки ні — то так допомагатиму. Треба робить, бо хлопці воюють, хлопці вмирають за нас, і їх потрібно підтримувати всім можливим», — каже Станіслав Лошак.
«Мешканці будинку інвалідів ще у листопаді зорганізувалися для допомоги українським військовим. Себе називають особливим батальйоном. В одному з кабінетів влаштували штаб допомоги армії. Нині займаються виготовленням маскувальних сіток, кікімор та плетених теплих речей… Особливий батальйон виготовив вже більше десятка маскувальних сіток. Тепер взялися за спеціальні костюми для снайперів та розвідників — так звані кікімори. Серед замовників — батальйон „Айдар“, полк „Азов“, 72-га, 95-та бригади. Доправляють вироби воякам місцеві волонтери».
Незвичні сині маскувальні сітки для кораблів і катерів берегової охорони почали плести волонтери комітету самоорганізації населення «Дніпровський» (район «Д»). Вони виготовили 20 таких сіток і багато інших (за інформацією комітету, станом на грудень 2015 — за рік роботи — було зроблено майже 60 сіток).
За 2015 р. та I півріччя 2016 р. було виготовлено 1164 маскувальні сітки загальною площею 28 286 кв. м.
Група «Черкаські павучки» освоїла виробництво маскхалатів «Кікімора». У маскхалаті повністю вільний доступ до кишень (розгрузки, бронежилета, бушлата) та унікальна конструкція капюшона, який можна відстебнути і використовувати окремо. Черкаські «кікімори» випробувані на маскування та безпеку від «засікання» з безпілотників. Це важливо, адже в цих кікіморах працює багато снайперів та розвідників.

### Виготовлення сухих пайків
«Наш батальйон» розпочав проект «Укропський сухпай», який допоміг зробити харчування військових у зоні АТО більш різноманітним.
«Спочатку ми почали возити дуже багато продуктів хлопцям на фронт», — розповів координатор волонтерської ініціативи «Наш батальйон» В'ячеслав Скічко. — «І овочі зокрема возили, але в більшості бійців не було можливості десь там їх зберігати. А коли вже почалися морози, то овочі мерзли і псувалися. Наші дівчата побачили ініціативу з сухими стравами в Інтернеті, почали нарізати і сушити овочі звичайними побутовими сушарками, засипати в пакет і вакуумувати. Тобто робити такий набір, який просто засипається в киплячу воду в казан, вариться кілька хвилин, потім додається та ж армійська тушонка. Тож перейняли досвід, і налагодили виробництво цих сухпаїв у Черкасах».
«Наш батальйон — Укропський сухпай» розробив своє меню. До нього входять борщ український, борщ болгарський, суп грибний, другі страви і додатки до них: картопля, в'ялене м'ясо, рис з овочами, гарбузова каша з рисом, гарбузова каша з кукурудзяною крупою, цибуля (до каш і макаронів), морква (до каш і макаронів), гриби, сухарики солоні та звичайні тощо. За перші два місяці роботи на повну потужність волонтери проекту виготовили 29 385 порцій сухпаїв. Дві філії за день виготовляють 20-30 пакетів готового сухого борщу (по 240 грам). Оскільки з одного пакету можна зробити 5 літрів готової страви, виходить близько 400 порцій борщу за день.
Черкаські сухі обіди вже отримували 14-й батальйон «Черкаси», полк «Азов», 28-а, 44-та, 72-га та 128-ма бригади, черкаський автобат, батальйони «Донбас», «Айдар» тощо.
Ще один продукт від «Нашого батальйону — Укропського сухпаю» — традиційна українська страва: перемелене сало з часником. Воно добре зберігається і тому є незамінним на передовій. Для нього волонтери зробили новий вид вакуумної упаковки у вигляді тюбика, що легко вміщується в кишеню.
Волонтерки «Укропського сухпаю» виготовили на передову енергетичні батончики, що відновлюють сили і підвищують імунітет. Це трубочки з перекручених із медом горіхів із додачею сушених яблук, груш, гарбуза, родзинок, чорносливу, кураги та висушеної цедри лимона, запаковані як цукерки.

### Пошиття одягу
Швейний філіал «Нашого батальйону» під керівництвом Ірини Сенченко виготовляє формовий одяг та предмети першої необхідності: тактичні рукавиці, однострої, подушки, теплі жилети для танкістів, бандани, балаклави, футболки. Лише за один місяць було пошито 140 комплектів літньої форми та 12 штанів.
Організація розробила власну модель комбінезону для танкістів. Вона базується на німецькому та англійському зразках. Модель має кишені, санітарний клапан, підсилені коліна (де тканина не повинна протиратися) та евакуаційні стропи з підсиленим каркасом. У вересні 2015 було завершено виготовлення 97 комбінезонів.

### Рукоділля
«Наш батальйон — Майстрині для миру» об'єднує рукодільниць, майстринь хенд-мейду. Майстрині виготовляють різні речі та сувеніри, організовують благодійні ярмарки з продажу хенд-мейду з метою збору коштів на допомогу українській армії.

### Допомога родинам військових
Допомога дітям загиблих воїнів та сім'ям військовослужбовців Черкаської області за підтримки Данського молодіжного фонду «Ластівка»: організація відпочинку дітей в Данії, збір до школи, подарунки на день святого Миколая, Різдвяні свята.[джерело?]

## Відзнаки й нагороди
- Почесна грамота Черкаської обласної державної адміністрації (2015)[48].
- Подяка громадського формування з охорони громадського порядку «Страж» м. Вільногорська (2015)[49].
- Знак 1-ї окремої гвардійської танкової бригади (лютий 2016)[50].
- Подяка командування 90-го окремого аеромобільного батальйону (2015)[51].
- 2016 року одна з координаторів групи Ірина Апілат була нагороджена грамотою виконкому Черкаської міськради, а інший координатор Ірина Сенченко — подякою міського голови[52].
- 23 серпня 2017 координатор організації В'ячеслав Скічко був нагороджений відзнакою Президента України «За гуманітарну участь в антитерористичній операції»[53][54].
- 5 грудня 2017 таку ж відзнаку отримали співкоординатори групи Ірина Апілат, Костянтин Бевзенко та Ірина Сенченко[55][56].

### Відео
На радіо «Свобода»
- У Черкасах «павучки» плетуть маскувальні сітки для військових. Радіо «Свобода». 28.09.2014. Архів оригіналу за 19.04.2016.
- Після оголошення перемир'я люди менше допомагають ‒ черкаський волонтер. Радіо «Свобода». 04.10.2014. Архів оригіналу за 20.04.2016. Процитовано 20.04.2016.
- Волонтери збирають гроші на тепловізор для батальйону «Черкаси». Радіо «Свобода». 08.11.2014. Архів оригіналу за 20.04.2016. Процитовано 20.04.2016.
- Черкаські волонтерки готують «Укропський сухпай». Радіо «Свобода». 17.11.2014. Архів оригіналу за 22.11.2014.
- Як бійцям допомагає найстарший у країні волонтер?. Радіо «Свобода». 29.05.2015. Архів оригіналу за 21.04.2016. Процитовано 22.04.2016.
- Як волонтери звітують про довірені їм кошти? (відео з 16:15). Радіо «Свобода». 17.11.2015. Архів оригіналу за 25.08.2017. Процитовано 26.08.2017.

На «5 каналі»
- У Черкасах волонтерки готують поживні смаколики для бійців АТО. 5 канал. 03.01.2015. Архів оригіналу за 19.04.2016.
- В Черкасах неповносправні плетуть маскувальні сітки для бійців АТО. 5 канал. 03.03.2015. Архів оригіналу за 19.04.2016.
- Черкаські волонтери взялись за пошиття однострою для бійців АТО. 5 канал. 19.07.2015. Архів оригіналу за 20.04.2016. Процитовано 20.04.2016.
- Як черкаські пенсіонери допомагають армії: плетуть кікімори, шиють білизну... 5 канал. 11.08.2015.
- Черкаські волонтери взялися шити комбінезони для танкістів. 5 канал. 16.10.2015. Архів оригіналу за 20.04.2016. Процитовано 19.04.2016.
- Черкаські пенсіонери невтомно допомагають бійцям АТО. 5 канал. 07.12.2016.{{cite web}}:  Обслуговування CS1: Сторінки з параметром url-status, але без параметра archive-url (посилання)
- Черкаські пенсіонери передали бійцям АТО понад 100 літрів квашеної капусти, пиріжки та вареники. 5 канал. 14.01.2017. Архів оригіналу за 26.08.2017. Процитовано 26.08.2017. (На YouTube).

На ТСН
- Черкащанки готують "укропський сухпай" для бійців АТО. ТСН. 20.11.2014. Архів оригіналу за 18.04.2016. (Відео)